# 四齿芥
四齿芥（学名：Tetracme quadricornis）为十字花科四齿芥属下的一个种。

## 扩展阅读
- 維基物種上的相關：四齿芥